# Pierre Jouhanneaud
Pierre Jouhannaud, né le 25 juin 1877 à Limoges (Haute-Vienne) et mort le 8 mai 1941 à Paris, est un avocat et haut-fonctionnaire français.

## Biographie

### Jeunesse et études
Pierre Jouhannaud a une sœur, Madeleine, qui est la marraine de Robert Mitterrand.
Il suit des études de droit à l'université de Paris. Il obtient un doctorat en droit. Sa thèse porte sur « Les Câbles sous-marins, leur protection en temps de paix et en temps de guerre ». Elle est publiée en 1904.
Il est marié et a une fille avec sa femme, ancienne étudiante de l'École nationale des chartes et archiviste-paléographe. Celle-ci ouvre la demeure familiale aux résistants pendant l'Occupation,.

### Parcours professionnel
Il commence sa carrière comme avocat. Il est avocat à la Cour d'appel de Paris de 1900 à 1905.
Il devient par la suite haut fonctionnaire. Il est choisi comme chef de cabinet au sous-secrétaire d’État au P.T.T. Considérant qu'il « a rendu depuis trois ans les services les plus signalés », il est nommé sous-préfet de Montbrison en 1905. Il est ensuite nommé sous-préfet d’Étampes, puis secrétaire général de la préfecture de Seine-et-Oise.
Il quitte ce poste en 1914 pour rejoindre l'armée française dans le cadre de la Première Guerre mondiale. Il est nommé préfet de l'Aube à la fin de la guerre, puis préfet de la Drôme. Il est ensuite mis à la disposition du président du Conseil des ministres.
La France occupe une partie de l'Allemagne défaite à la fin de la Première Guerre mondiale. En mars 1919, Jouhannaud est nommé directeur des Affaires civiles auprès du général commandant l'armée d'occupation du Palatinat occupé. 
Il est nommé préfet du Cher. Après ces deux postes, il assure les fonctions de directeur des affaires départementales à la préfecture de la Seine. Il en est nommé secrétaire général en 1926 sur proposition de Camille Chautemps,. Il quitte ces fonctions en décembre 1933.
Il est nommé préfet des Bouches-du-Rhône en janvier 1933. 
Il supervise la venue du roi Alexandre Ier de Yougoslavie en octobre 1934 à Marseille. Il manifeste son inquiétude au sujet de la faiblesse du dispositif de sécurité auprès du ministère de l'Intérieur, sans résultat. Il est au courant de la rumeur selon laquelle des anarchistes souhaitent tuer le roi. Selon l'historien Alain Decaux, il se serait plaint jusqu'à la vielle de l'évènement à Jean Berthoin de l'inopportunité de la visite et des risques encourus. Il accueille les dignitaires du gouvernement à la Gare Saint-Charles dans la matinée. Durant la visite, le roi et le ministre des Affaires étrangères Louis Barthou sont assassinés. 
Considéré par l’État comme responsable de l'assassinat d'Alexandre Ier de Yougoslavie, Jouhannaud est immédiatement limogé par le nouveau ministre de l'Intérieur, Paul Marchandeau,. La décision est validée en Conseil des ministres Il donne sa démission quelques jours plus tard. Il retourne vivre à Paris avec sa femme, quai de Conti.
Sa responsabilité dans l'attentat est vivement discutée dans la presse dans les mois qui suivent l'attentat. L'historien Dominique Venner le considère comme un cas typique d'« imprévu dans l'histoire ».

## Distinctions
Il est nommé Chevalier de la Légion d'honneur en 1905. Il est élevé au grade d'officier en 1921, puis de commandeur en 1933.